# Partido del Centro (Finlandia)

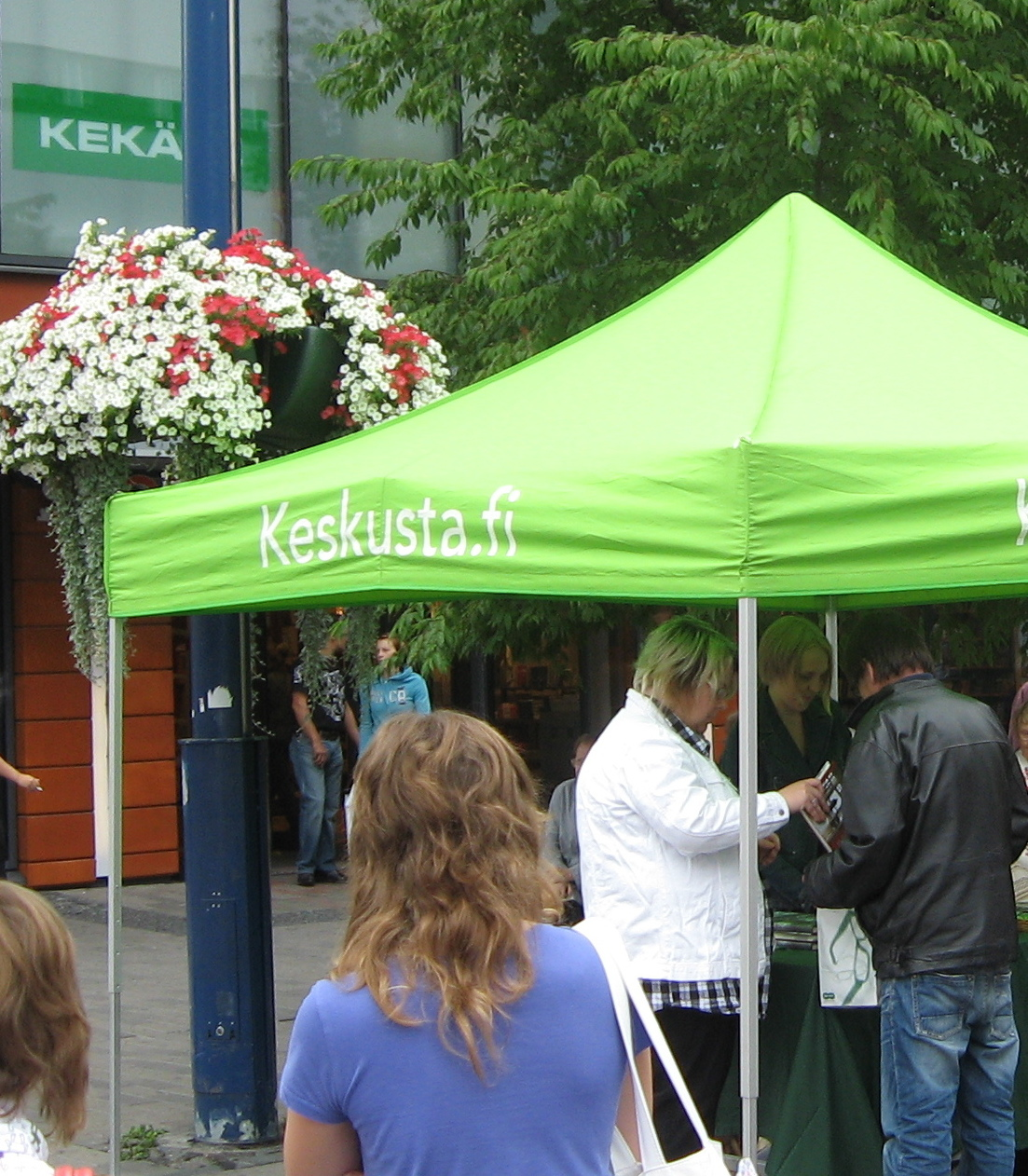
Un puesto durante una campaña electoral del Partido del Centro en la calle Kauppakatu en Jyväskylä.

El Partido del Centro (en finés: Suomen Keskusta; en sueco: Centern i Finland, literalmente: Centro Finlandés o Centro de Finlandia) es un partido político de centro, liberal y agrario de Finlandia. Es junto al Partido Socialdemócrata y al Partido de Coalición Nacional el partido político de mayor tiempo de existencia en ese país.
El Partido Centrista es considerado en Finlandia como una organización liberal, que ha sido capaz de gobernar en distintas legislaturas tanto con socialdemócratas como con partidos conservadores, verdes y minoritarios. El Partido Centrista ha impulsado desde el gobierno políticas a favor de la descentralización. Son miembros de la Internacional Liberal y del Partido Europeo Liberal Demócrata Reformista.
Fundado en 1906, como la Liga Agraria, el partido representó a las comunidades rurales y apoyó la descentralización del poder político de Helsinki. En la década de 1920, el partido emergió como el principal rival del Partido Socialdemócrata (SDP) y el primer ministro del partido, Kyösti Kallio, mantuvo el cargo por cuatro veces entre 1922 y 1937. Después de la Segunda Guerra Mundial, el partido se estableció como uno de los cuatro partidos principales en Finlandia junto, al Partido Coalición Nacional, los socialdemócratas y, hasta la década de 1980, la Liga Democrática Popular FInlandesa de carácter comunista. Urho Kekkonen ejerció de Presidente de Finlandia desde 1956 hasta 1982, por lejos el mayor período de cualquier otro presidente. El nombre "Partido del Centro" fue adoptado en 1965 y "Centro de Finlandia" en 1988. El Partido del Centro fue el mayor partido del Parlamento desde 2003 hasta 2011, durante ese tiempo Matti Vanhanen fue primer ministro por siete años. Después de la elección de 2011, el partido redujo su representación parlamentaria desde el mayor partido hasta el cuarto más grande, pero en 2015 volvió a retomar el lugar de mayor partido. En 2019, sufrió una derrota considerable perdiendo 18 de 49 escaños.
Como partido agrario nórdico, la influencia política del Partido del Centro es mayor en municipios pequeños y rurales, donde frecuentemente consigue una mayoría de asientos en los consejos municipales. La descentralización es la política más característica del Partido del Centro. Ha sido el partido que más veces ha estado gobernando desde la independencia finlandesa. Doce primeros ministros, tres presidentes y un antiguo Comisiario de Asuntos Económicos y Financieros han sido parte del Partido.
Ahora es uno de los cinco partidos más grandes del país, junto con el Partido Coalición Nacional, la Liga Verde y el Partido de los Finlandeses. Tiene 31 escaños en el Parlamento. La presidenta del partido es Katri Kulmuni, quien fue elegida en septiembre de 2019 para reemplazar a Juha Sipilä, el ex primer ministro de Finlandia.

## Historia
Desde las elecciones parlamentarias de 2015, ha sido el mayor partido con 49 escaños. En la historia electoral reciente ha ocupado también el primer puesto en las elecciones parlamentarias de 2003 y 2007 con 55 y 51 escaños respectivamente mientras que en 1999 eran la segunda fuerza en el parlamento con 48 representantes sólo superado por los Socialdemócratas que ostentaban 51 asientos. 
El candidato del Partido del Centro para el presidente en las elecciones de 2018 será Matti Vanhanen.
Presidentes
- Otto Karhi   	    1906–1909
- Kyösti Kallio        1909–1917
- Filip Saalasti 	     1917-1918 †
- Santeri Alkio   	1918-1919
- Petter Vilhelm Heikkinen 	1919–1940
- Viljami Kalliokoski  1940–1946
- V. J. Sukselainen   1946–1964
- Johannes Virolainen  1964–1980
- Paavo Väyrynen       1980–1990
- Esko Aho 	     1990–2002
- Anneli Jäätteenmäki  2002–2003
- Matti Vanhanen	     2003–2010
- Mari Kiviniemi       2010-2012
- Juha Sipilä       2012-2019
- Katri Kulmuni          2019–2020
- Annika Saarikko      2020–

## Gráfica comparativa de resultados

Resultado de las elecciones parlamentarias de 2011 por municipio

| Elección | Votos        | Votos  | Escaños | Escaños     | Resultado                         |
| Elección | N°           | %      | N°      | +/-         | Resultado                         |
| -------- | ------------ | ------ | ------- | ----------- | --------------------------------- |
| 1907     | 51.242 (#5)  | 5,75%  | 9/200   | Nuevo       | Oposición                         |
| 1908     | 51.756 (#5)  | 6,39%  | 10/200  | 1           | Oposición                         |
| 1909     | 56.943 (#5)  | 6,73%  | 13/200  | 3           | Oposición                         |
| 1910     | 60.157 (#5)  | 7,60%  | 17/200  | 4           | Oposición                         |
| 1911     | 62.885 (#5)  | 7,84%  | 16/200  | 1           | Oposición                         |
| 1913     | 56.977 (#5)  | 7,87%  | 18/200  | 2           | Oposición                         |
| 1916     | 71.608 (#5)  | 9,00%  | 19/200  | 1           | Oposición                         |
| 1917     | 122.900 (#3) | 12,38% | 26/200  | 7           | Gobierno de coalición             |
| 1919     | 189.297 (#2) | 19,70% | 42/200  | 16          | Gobierno de coalición             |
| 1922     | 175.401 (#2) | 20,27% | 45/200  | 3           | Gobierno de coalición             |
| 1924     | 177.982 (#2) | 20,25% | 44/200  | 1           | Gobierno de coalición (1924–1925) |
| 1924     | 177.982 (#2) | 20,25% | 44/200  | 1           | Oposición (1926-1927)             |
| 1927     | 205.313 (#2) | 22,56% | 52/200  | 8           | Gobierno de coalición             |
| 1929     | 248.762 (#2) | 26,15% | 60/200  | 8           | Gobierno de coalición             |
| 1930     | 308.280 (#2) | 27,28% | 59/200  | 1           | Gobierno de coalición             |
| 1933     | 249.758 (#2) | 22,54% | 53/200  | 6           | Gobierno de coalición             |
| 1936     | 262.917 (#2) | 22,41% | 53/200  | Sin cambios | Gobierno de coalición             |
| 1939     | 296.529 (#2) | 22,86% | 56/200  | 3           | Gobierno de coalición             |
| 1945     | 362.662 (#3) | 21,35% | 49/200  | 7           | Gobierno de coalición             |
| 1948     | 455.635 (#2) | 24,24% | 56/200  | 7           | Oposición (1948–1950)             |
| 1948     | 455.635 (#2) | 24,24% | 56/200  | 7           | Gobierno de coalición (1950-1951) |
| 1951     | 421.613 (#2) | 23,26% | 51/200  | 5           | Gobierno de coalición             |
| 1954     | 483.958 (#2) | 24,10% | 53/200  | 2           | Gobierno de coalición             |
| 1958     | 448.364 (#3) | 23,06% | 48/200  | 5           | Gobierno de coalición             |
| 1962     | 528.409 (#1) | 22,95% | 53/200  | 5           | Gobierno de coalición             |
| 1966     | 503.047 (#2) | 21,23% | 49/200  | 4           | Gobierno de coalición             |
| 1970     | 434.150 (#3) | 17,12% | 36/200  | 13          | Gobierno de coalición             |
| 1972     | 423.039 (#4) | 16,41% | 35/200  | 1           | Oposición (1972)                  |
| 1972     | 423.039 (#4) | 16,41% | 35/200  | 1           | Gobierno de coalición (1972-1975) |
| 1975     | 484.772 (#4) | 17,60% | 39/200  | 4           | Gobierno de coalición             |
| 1979     | 500.478 (#4) | 17,29% | 36/200  | 3           | Gobierno de coalición             |
| 1983     | 525.207 (#3) | 17,63% | 38/200  | 2           | Gobierno de coalición             |
| 1987     | 507.460 (#3) | 17,60% | 40/200  | 2           | Oposición                         |
| 1991     | 676.717 (#1) | 24,83% | 55/200  | 15          | Gobierno de coalición             |
| 1995     | 552.003 (#2) | 19,85% | 44/200  | 11          | Oposición                         |
| 1999     | 600.592 (#2) | 22,40% | 48/200  | 4           | Oposición                         |
| 2003     | 689.391 (#1) | 24,59% | 55/200  | 7           | Gobierno de coalición             |
| 2007     | 640.428 (#1) | 23,11% | 51/200  | 4           | Gobierno de coalición             |
| 2011     | 463.266 (#4) | 15,76% | 35/200  | 16          | Oposición                         |
| 2015     | 626.218 (#1) | 21,10% | 49/200  | 14          | Gobierno de coalición             |
| 2019     | 423.352 (#4) | 13,76% | 31/200  | 18          | Gobierno de coalición             |
| 2023     | 349.362 (#4) | 11,31% | 23/200  | 8           | Oposición                         |

| Colegio electoral | Colegio electoral       | Colegio electoral | Colegio electoral | Colegio electoral |
| Año               | Candidato               | Electores         | Votos             | Votos             |
| ----------------- | ----------------------- | ----------------- | ----------------- | ----------------- |
| 1925              | Lauri Kristian Relander | 69                | 123,932           | 19.9 %            |
| 1931              | Kyösti Kallio           | 69                | 167,574           | 20.0 %            |
| 1937              | Kyösti Kallio           | 56                | 184,668           | 16.6 %            |
| 1950              | Urho Kekkonen           | 62                | 309,060           | 19.6 %            |
| 1956              | Urho Kekkonen           | 88                | 510,783           | 26.9 %            |
| 1962              | Urho Kekkonen           | 111               | 698,199           | 31.7 %            |
| 1968              | Urho Kekkonen           | 65                | 421,197           | 20.66 %           |
| 1978              | Urho Kekkonen           | 64                | 475,372           | 19.4 %            |
| 1982              | Johannes Virolainen     | 53                | 534,515           | 16.8 %            |
| 1988              | Paavo Väyrynen          | 68                | 647,769           | 21.70 %           |

| Voto directo | Voto directo   | Voto directo            | Voto directo      |
| Año          | Candidato      | Votos                   | Votos             |
| ------------ | -------------- | ----------------------- | ----------------- |
| 1988         | Paavo Väyrynen | 1 636,375               | 1 20.57 %         |
| 1994         | Paavo Väyrynen | 1 623,415               | 1 19.5 %          |
| 2000         | Esko Aho       | 1 1,051,159 2 1,540,803 | 1 34.4 % 2 48.4 % |
| 2006         | Matti Vanhanen | 1 561,990               | 1 18.6 %          |
| 2012         | Paavo Väyrynen | 1 536,731               | 1 17.5 %          |

## Líderes prominentes del partido
- Lauri Kristian Relander, presidente 1925-1931
- Kyösti Kallio, primer ministro (dos veces) 1922-1937, presidente 1937-1940
- Urho Kekkonen, primer ministro (dos veces) 1950-1956, presidente 1956-1981
- Martti Miettunen, primer ministro (dos veces) 1961-1977
- Ahti Karjalainen, primer ministro 1962-1963, 1970-1971
- Johannes Virolainen, primer ministro 1964-1966
- Esko Aho, primer ministro 1991-1995
- Anneli Jäätteenmäki, Primera ministra 2003
- Matti Vanhanen, primer ministro 2003-2010
- Mari Kiviniemi, Primera ministra 2010-2011